# Municipio de Darling Springs
El municipio de Darling Springs (en inglés: Darling Springs Township) es un municipio ubicado en el condado de Adams en el estado estadounidense de Dakota del Norte. En el año 2010 tenía una población de 22 habitantes y una densidad poblacional de 0,27 personas por km².

## Geografía
El municipio de Darling Springs se encuentra ubicado en las coordenadas 46°14′38″N 102°48′32″O / 46.24389, -102.80889. Según la Oficina del Censo de los Estados Unidos, el municipio tiene una superficie total de 80.49 km², de la cual 80,49 km² corresponden a tierra firme y (0 %) 0 km² es agua.

## Demografía
Según el censo de 2010, había 22 personas residiendo en el municipio de Darling Springs. La densidad de población era de 0,27 hab./km². De los 22 habitantes, el municipio de Darling Springs estaba compuesto por el 77,27 % blancos, el 4,55 % eran amerindios, el 9,09 % eran isleños del Pacífico, el 4,55 % eran de otras razas y el 4,55 % eran de una mezcla de razas. Del total de la población el 4,55 % eran hispanos o latinos de cualquier raza.